# Johan Sigholm
Nils Johan Henry Sigholm, född 26 september 1978 i Råda församling, Göteborgs och Bohus län, är en svensk militär, ingenjör och försvarsforskare.

## Biografi
Sigholm, som är överstelöjtnant, är officer i flygvapnet och flygingenjör. Han avlade civilingenjörsexamen i datateknik vid Linköpings universitet och mottog pris för bästa examensarbete 2007. Sigholm avlade teknologie doktorsexamen i informationsteknologi vid Högskolan i Skövde 2016 med avhandlingen Secure tactical communications for inter-organizational collaboration. Han var postdokforskare och Fulbrightstipendiat vid John F. Kennedy School of Government och MIT Sloan School of Management 2018-2019 där han forskade om militärt cyberförsvar. I dag (2021) tjänstgör Sigholm som stabsofficer i Ledningsstaben i Högkvarteret och är affilierad forskare i försvarssystem vid Försvarshögskolan.
Sigholm invaldes 2021 som ledamot av Kungliga Krigsvetenskapsakademien.